# Памятник Менделееву (Санкт-Петербург)
Памятник Д. И. Менделееву — скульптурный монумент русскому химику Д. И. Менделееву. Расположен в Санкт-Петербурге около здания Палаты мер и весов на Московском проспекте. Памятник был выполнен в 1932 году по проекту скульптора И. Я. Гинцбурга. Является объектом культурного наследия федерального значения.

## История
В 1890 году, ещё при жизни Д. И. Менделеева, скульптор И. Я. Гинцбург выполнил с натуры его скульптурный портрет. Эта работа в дальнейшем была отлита из бронзы и приобретена учёным. Взяв за основу этот портрет, в 1930 году Гинцбург выполнил модель памятника Менделееву, которую он подарил Академии наук. Вскоре было принято решение установить памятник в сквере около дома 6 Палаты мер и весов (так называемого «Красного дома»), где Менделеев жил и умер. В этом сквере находилась беседка, в которой Менделеев любил отдыхать.
Бронзовая скульптура была отлита в Художественно-репродукционных мастерских Главнауки при Академии художеств. 2 февраля 1932 года состоялось открытие памятника, приуроченное а 25-летию со дня смерти учёного. В 1935 году на торце соседнего дома появилось мозаичное панно с изображением таблицы Менделеева работы мозаичиста В. А. Фролова.
Сквер, в котором расположен памятник, изначально был обнесён оградой и относился к территории Палаты мер и весов. Во время Великой Отечественной войны эта ограда была разрушена.

## Описание
Д. И. Менделеев изображён задумчиво сидящим в кресле, закинув ногу на ногу. На его коленях лежит раскрытая книга, в левой руке сигарета. Под креслом стопка бумаг, на одной из которых надпись «Временник Главной палаты мер и весов 1894 г.». Фигура учёного, выполненная почти в натуральную величину (1,8 м), находится на метровом гранитном постаменте.

## Отображение на почтовых марках
В 1934 году в СССР была выпущена серия из четырёх почтовых марок, посвящённая 100-летию со дня рождения Д.И. Менделеева. На двух почтовых марках изображён памятник Менделееву в Ленинграде.

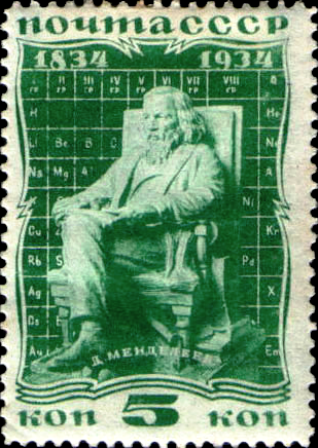
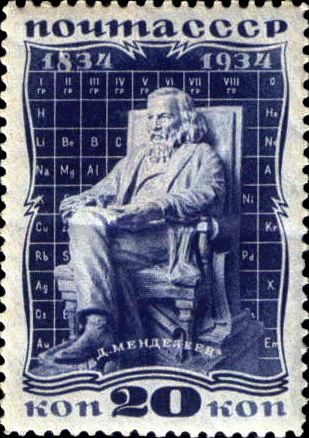